# Grazie a tutti (programma televisivo)
Grazie a tutti è stato un varietà condotto da Gianni Morandi e con la partecipazione di Alessandra Amoroso e Franco Neri e per la regia di Paolo Beldì, andato in onda in prima serata su Rai Uno per quattro puntate, nel novembre 2009.

## Il programma
Il programma, che prende il nome dalla raccolta di Gianni Morandi Grazie a tutti, è andato in onda a partire dall'8 novembre 2009 fino al 29 novembre 2009, è stato registrato a Roma, nel Teatro delle Vittorie.
Prendendo spunto dal quarantesimo anniversario dallo sbarco sulla Luna, il programma si propone di analizzare la musica e il suo percorso dagli anni sessanta fino al 2009. Significativa, per questo punto di vista, la presenza di una cantante nuova, emergente, ovvero Alessandra Amoroso.
Il programma è caratterizzato da una serie di canzoni interpretate da Gianni Morandi, da solo o in duetto con Alessandra Amoroso e i vari ospiti, fra i quali spiccano Lucio Dalla, Orietta Berti, Al Bano Gianna Nannini e Renato Zero. Nel corso del programma, oltre a diverse gag e ad una particolare intervista agli adolescenti diversa ogni settimana, vi sono due momenti particolari: il primo è quello delle canzoni con dedica, in cui con il proprio telefono fisso è possibile richiedere delle canzoni che Gianni insieme a parte del pubblico, disposto per l'occasione sul pavimento, canterà appositamente in quel momento; il secondo è quello del concerto a domicilio. Infatti Gianni ogni martedì raggiunge una famiglia di un paese d'Italia, estratto fra tutti coloro che chiamano durante la puntata, ed esegue per la famiglia un concerto nella loro casa.
Sabato 18 luglio 2020, per via del ridotto numero di produzioni, a causa della pandemia di Coronavirus, va in onda una puntata "Best Of" che raccoglie i migliori momenti delle quattro puntate dell'edizione del 2009.

## Premi
Il programma rientra nella top 10 del 50º Premio Regia Televisiva. A ritirare il premio è stato Gianni Morandi nella serata, condotta da Carlo Conti, del 18 marzo al Teatro Ariston di Sanremo.

## Prima puntata
| Messa in onda   | Share  | Ospiti                                           |
| --------------- | ------ | ------------------------------------------------ |
| 8 novembre 2009 | 24,23% | Gianna Nannini, Neri Marcorè, Micaela Ramazzotti |

Dopo un'entrata particolare di Gianni Morandi, lo stesso si appresta a cantare la sigla del programma Grazie a tutti, e a duettare con Alessandra Amoroso sulle note di Un mondo d'amore, per poi lasciare spazio alla Amoroso che si esibisce con Estranei a partire da ieri.
Fra vari duetti e gag dei tre protagonisti del programma, arriva il momento delle Canzoni con dedica: fra tante spicca In ginocchio da te. Viene successivamente mostrata una clip riguardo al concerto a domicilio tenuto da Gianni Morandi.
Ospite d'onore della puntata è Gianna Nannini, che si esibisce dapprima con il nuovo singolo Sogno, per poi duettare con Gianni Morandi in Non son degno di te.
Altri ospiti sono Neri Marcorè, che fa vedere le canzoni di Gianni Morandi in una nuova chiave e duetta con lo stesso, e Micaela Ramazzotti.
Alla fine della puntata fra le chiamate ricevute viene estratta una famiglia nella quale Morandi va a fare il concerto a domicilio il martedì seguente.
La puntata si conclude con la presentazione di un inedito, contenuto nell'album di Gianni Morandi Canzoni da non perdere: un duetto con Alessandra intitolato Credo nell'amore.

## Seconda puntata
| Messa in onda    | Share  | Ospiti                                          |
| ---------------- | ------ | ----------------------------------------------- |
| 15 novembre 2009 | 25,75% | Renato Zero, Al Bano, Fiorello e Margareth Madè |

La struttura del programma rimane fondamentalmente la stessa. Dopo la sigla, il duetto fra Gianni e Alessandra, e l'interpretazione di Stupida da parte di quest'ultima, il programma scorre - secondo la critica - in maniera più fluida e maggiormente piacevole rispetto alla puntata precedente. Continuano le gag, a cui questa volta partecipano anche Renato Zero e Fiorello, quest'ultimo ospite a sorpresa che entra nel programma nel momento delle canzoni a richieste e duetta con Gianni Morandi nella canzone Un mondo d'amore, che era stata interpretata la puntata precedente dallo stesso Gianni con Alessandra Amoroso. Di particolare interesse il duetto fra Alessandra e Gianni in Grazie perché molto applaudito dal pubblico, il momento della richiesta di una canzone dei Tokio Hotel (ovviamente le canzoni che possono essere richieste devono essere scelte entro il repertorio di Gianni Morandi), e il discorso sul futuro fatto dai giovani Gianni Morandi e Renato Zero. Altra presenza importante è quella di Al Bano, che duetta con Gianni e si esibisce mostrando la sua potentissima voce. La puntata si conclude con l'ospitata a Margareth Madè, attrice divenuta famosa per il ruolo nel film Baarìa.

## Terza puntata
| Messa in onda    | Share  | Ospiti                                                                        |
| ---------------- | ------ | ----------------------------------------------------------------------------- |
| 22 novembre 2009 | 21,56% | Maria De Filippi, Lucio Dalla, Orietta Berti, Eleonora Cadeddu, Marco Morandi |

La puntata comincia con un duetto di Gianni con Alessandra sulle note di Scende la pioggia, seguito da un'esibizione di Alessandra di Senza nuvole. Ospite d'onore della serata è Maria De Filippi che, dopo aver concesso un'intervista a Gianni, rimane anche per le canzoni a richiesta, fra le quali emerge sicuramente Uno su mille. L'ospitata di Lucio Dalla viene aperta con un duetto sulle note di Futura, e seguita da una simpatica sfida fra Lucio e Gianni, che finisce con un pareggio. Dopo una clip su cosa i giovanni cambierebbero nella società ed un duetto con Alessandra in Vivo per lei, è il turno di Orietta Berti, che oltre ad esibiris in suoi pezzi, duetta con Morandi in Se non avessi più te e Il nostro concerto. Segue un duetto di Gianni con Eleonora Cadeddu sulle note di A te di Jovanotti. Ultimo ospite della serata è il figlio di Gianni, Marco che si esibisce prima con la Rino Gaetano Band, poi con il padre. A concludere la puntata è - come nella prima puntata - un duetto di Gianni con Alessandra: la canzone è nuovamente Credo nell'amore, che viene ripetuta svariate volte in attesa dell'estrazione del nuovo paese per il concerto a domicilio.

## Quarta puntata
| Messa in onda    | Share  | Ospiti                                                                   |
| ---------------- | ------ | ------------------------------------------------------------------------ |
| 29 novembre 2009 | 20,74% | Laura Pausini, Gigi D'Alessio, Paola Cortellesi, Renzo Arbore e Pacifico |

La puntata comincia in modo diverso: Gianni non scende più dall'alto ma percorre l'entrata a piedi con il figlio Pietro. Immediatamente si esibisce in due duetti con Alessandra, il primo sulle note di Se puoi uscire una domenica e il secondo su Estranei a partire da ieri. Ospite speciale della serata è Laura Pausini, che entra nello studio cantando Tra te e il mare, passando ad un duetto con Gianni su Uno su mille - molto apprezzato dal pubblico -  e concludendo l'ospitata con la presentazione del nuovo singolo Non sono lei. Segue la presentazione di Gianni del suo nuovo singolo, Tu sei l'unica donna per me (cover dell'omonimo brano di Alan Sorrenti) e l'ospitata di Gigi D'Alessio, con il quale duetta sulle note di Vita, Bella signora e Si può dare di più. Infine Gigi presenta il suo singolo Non riattaccare. È il momento di Paola Cortellesi, con cui Gianni canta scherzosamente Il ballo del qua qua e Mi scappa la pipì. Viene mostrato un videoclip sul tema I vent'anni di Gianni Morandi e i vent'anni di Alessandra. Successivamente Alessandra canta Almeno tu nell'universo, per poi mostrare la clip del concerto a domicilio della settimana. È il turno di Renzo Arbore che canta Scende la pioggia e Tu vecchia mutanda tu. Renzo viene seguito da Pacifico che canta con Gianni Stringimi le mani. A concludere la serata sono le canzoni a richiesta, questa volta richieste direttamente dal pubblico in sala e non da quello a casa. Conclude definitivamente Gianni con la sigla del programma, Grazie a tutti.

## Ascolti
| Puntata   | Data             | Telespettatori | Share  |
| --------- | ---------------- | -------------- | ------ |
| 1a        | 8 novembre 2009  | 6.287.000      | 24,23% |
| 2a        | 15 novembre 2009 | 6.325.000      | 25,75% |
| 3a        | 22 novembre 2009 | 5.274.000      | 21,56% |
| 4a        | 29 novembre 2009 | 5.380.000      | 20,74% |
| Media     | Media            | 5.816.500      | 23,07% |
| "Best Of" | 18 luglio 2020   | 2.063.000      | 13.8%  |